# Copyright (película)
Copyright es una película de Argentina filmada en colores dirigida por Roly Candino sobre su propio guion que se produjo en 1993 y que tuvo como actores principales a Fernán Mirás, Carola Reyna y Leonardo Sbaraglia.

## Reparto
- Fernán Mirás
- Carola Reyna
- Leonardo Sbaraglia